# Chadli Bendjedid
« Chadli » redirige ici. Pour les autres significations, voir Chadli (prénom).
Chadli Bendjedid (en arabe : شاذلي بن جديد), né le 14 avril 1929 à Bouteldja  et mort le 6 octobre 2012 à Alger, est un militaire et homme d'État algérien. Il est président de la République algérienne démocratique et populaire du 9 février 1979 au 11 janvier 1992.
Combattant durant la guerre d'Algérie, parvenu au grade de colonel, il est membre du conseil de la Révolution de 1965 à 1976.
Il est désigné secrétaire général du parti unique d’alors, le Front de libération nationale (FLN), en janvier 1979. Il est élu le mois suivant président de la République algérienne démocratique et populaire. Réélu chef de l’État en 1984 et 1989 sans concurrent, il exerce également les fonctions ministre de la Défense de 1979 à 1990 et de dirigeant du FLN durant ses trois mandats.
À partir de 1989, présenté comme le père de l'initiative démocratique en Algérie, il autorise le multipartisme, réduit la répression de la police politique, supprime les mesures de restriction de quitter le territoire national. S’il engage également un virage libéral sur les questions économiques, il se montre conservateur en matière sociétale, avec l'adoption d'un nouveau Code de la famille jugé rétrograde pour les droits des femmes.
Après la large avance obtenue en décembre 1991 par le Front islamique du salut (FIS) au premier tour des élections législatives, il accepte de dissoudre l’Assemblée populaire nationale (APN) sortante, provoquant un vide institutionnel. Sous la pression des généraux « janviéristes », il démissionne peu après de la présidence du pays, le Haut Comité d'État en prenant la tête.
Assigné à résidence jusqu’en 1999, Chadli Bendjedid meurt des suites d'un cancer, à 83 ans en 2012.

## Situation personnelle

### Débuts au FLN et carrière militaire

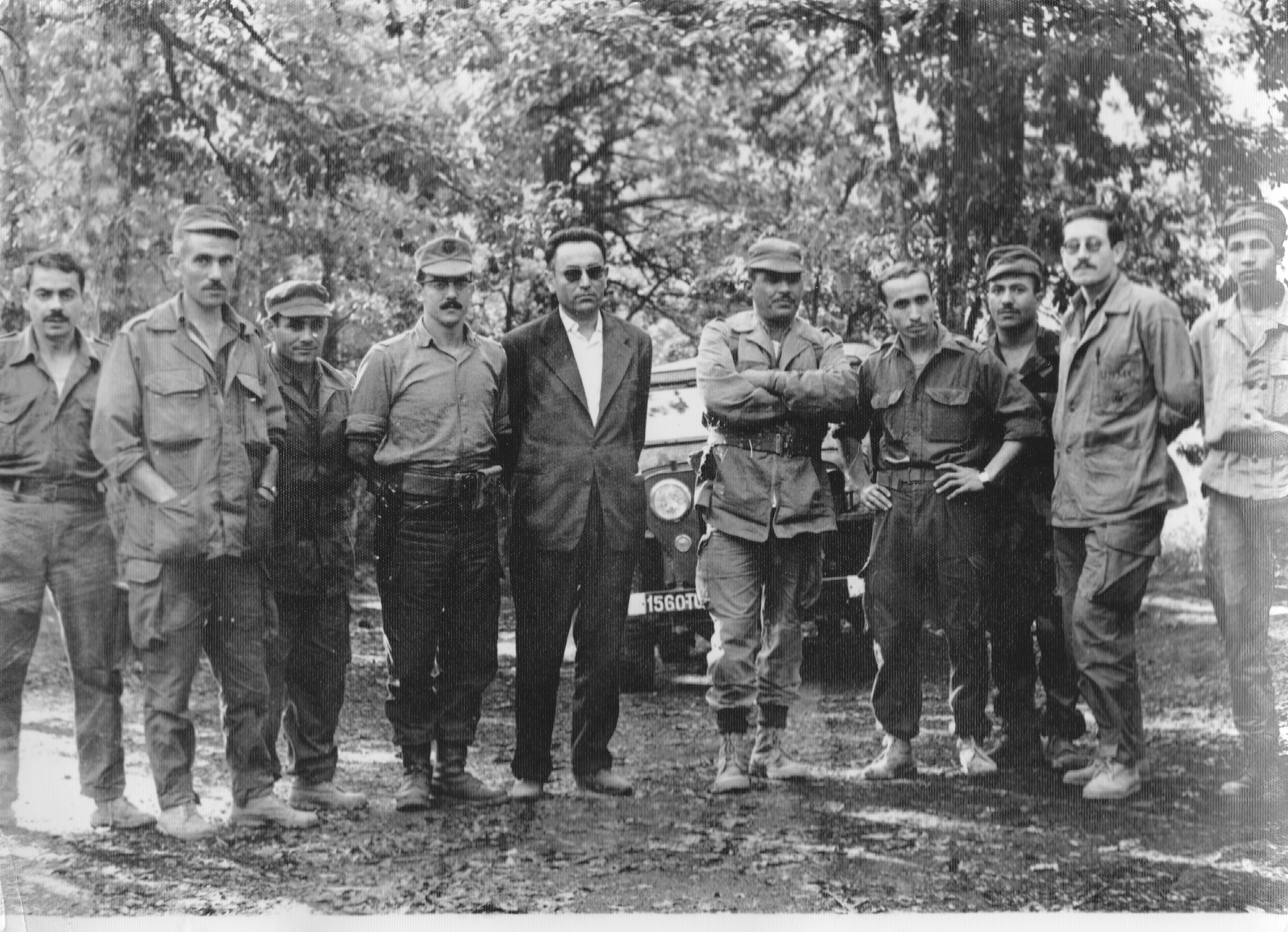
Photo de militaires algériens prise en 1961. Parmi ceux-ci : Chadli Bendjedid, Mohamed Abdelghani et Benyoucef Benkhedda.

Né le 14 avril 1929 à Bouteldja, Chadli Bendjedid rejoint le Front de libération nationale (FLN) en 1955, durant la guerre d'Algérie, exerçant dès lors plusieurs fonctions et responsabilités dans ce parti. Durant le conflit il combat au sein de la Base de l'Est où il gravit les échelons. C'est en maquisard de l'intérieur qu'il passe l'essentiel du conflit. À la création de l'EMG en 1960 il passe à l'extérieur, à la frontière est. Au sein de l'EMG (Etat-major général) il opère au sein de la Zone opérationnelle nord (ZON) commandée par le commandant Abderahmane Bensalem, secondé par les capitaines Chadli Bendjedid et Ben Ahmed Abdelghani.
En mission pour le compte de l'état-major général du colonel Houari Boumédiène, il est fait prisonnier en juillet 1962 par le commandement ALN de la wilaya II (Nord-Constantinois), dirigé par le colonel Salah Boubnider, dit « Sawt el-Arab ».
À l’indépendance de l'Algérie en 1962, Chadli Bendjedid est nommé commandant de la région militaire de Constantine, un poste qu'il occupe jusqu'en 1964. Il est ensuite chargé de la seconde région militaire, celle d'Oran, de 1964 à 1978, où il a la mission de permettre l'évacuation des forces militaires françaises stationnées à Mers el-Kébir, conformément aux accords d'Évian, et la surveillance de la frontière entre l'Algérie et le Maroc, sujette à de multiples tensions avec le Maroc. Il reste à ce poste pendant quinze années, jusqu'à sa nomination à Alger par le colonel Houari Boumédiène comme coordonnateur de l'ensemble des services de sécurité.
Houari Boumédiène nomme Chadli Bendjedid, membre du Conseil de la Révolution à la suite du coup d'État du 19 juin 1965. Il conserve ce poste jusqu'à la mort de ce dernier.
Il est promu au grade de colonel en 1969.

### Vie privée et familiale
Il est marié à Halima. Son fils Toufik est impliqué dans le scandale financier des Panama Papers.

## Président de la République

### Premier mandat
Chadli Bendjedid devient secrétaire général du FLN le 31 janvier 1979 à l'occasion du Congrès du FLN. Son accession au pouvoir se fait par un conclave de militaires, de par son grade élevé et parce qu'il est le plus ancien dans la hiérarchie militaire. D'autres éléments expliquent le choix des militaires pour Chadli : Il n'avait pas d'ambition et était le plus apte à maintenir la cohésion de l'armée, épine dorsale de l’État. Il faut également noter que le colonel Chadli était un personnage puissant, ayant d'importantes relations au sein de l'armée et sur le territoire de l'Oranie (deuxième région militaire). 
Tout comme son prédécesseur, il doit son pouvoir à l'armée, qui détient la réalité du pouvoir. Il cumule les triples fonctions de secrétaire, puis président du FLN, de chef des armées et de président de la République.
Élu avec 99,40 % des suffrages exprimés lors de l'élection présidentielle du 7 février 1979, il devient le troisième président de l'Algérie. Il était le seul candidat, sous les couleurs du FLN, les autres formations politiques étaient interdites depuis 1962.
En 1980, il fait libérer le premier président de la République du pays, Ahmed Ben Bella, emprisonné par Houari Boumédiène depuis le coup d'État de 1965. Il n'existe alors pas de liberté de la presse, ni de syndicalisme indépendant : un seul journal est autorisé, El Moudjahid , avec un seul syndicat. La même année, alors que se déroulent des manifestations contre le pouvoir en Kabylie et dans d'autres régions, il obtient les pleins pouvoirs de la part du FLN pour faire face à la « situation critique » que vit le pays. Comme Ben Bella et Boumédiène avant lui, il possède un pouvoir total, étant habilité à faire entrer ou sortir toute personne du bureau politique (BP) du FLN.
Durant sa présidence, certains haut-gradés de l'état-major prennent de l'importance dans le paysage politique algérien. Parmi eux, Larbi Belkheir, Khaled Nezzar, Mohamed Lamari et Mohammed Touati qui seront, pour un temps, des personnalités influentes pendant les années de crise de l'ère post-Bendjedid.
Il est à l’origine de l’affaiblissement volontaire des appareils répressifs de l’État. Il réduit le pouvoir de la DGSN (Sureté nationale), qui était aussi important s'agissant de mœurs, de civisme et de sureté publique, ainsi que celui de la Sécurité militaire dans son rôle de police politique et garant de la sécurité nationale ; la Sécurité militaire se voit d'ailleurs divisée en trois entités distinctes durant sa présidence, ce qui amoindrit son pouvoir.
De 1980 à 1984, Chadli Bendjedid met en œuvre un plan quinquennal qui donne la priorité à l'agriculture, à l'hydraulique et à l'habitat. il rompt petit à petit avec le monopole de l'État instauré par son prédécesseur Houari Boumédiène. Mais la corruption est omniprésente, notamment lorsqu'il s'agit d'autoriser des sociétés étrangères à s'établir sur le territoire algérien.
En 1980, le printemps berbère remet en cause la vision d'une Algérie uniquement arabophone et culturellement arabe,. Les Berbères revendiquent la reconnaissance par l’État algérien de leur culture et de leur langue. Chadli Bendjedid choisit de réprimer ce mouvement.

### Deuxième mandat
Lors de l'élection présidentielle du 12 janvier 1984, Chadli Bendjedid est réélu président avec 99,42 % des suffrages exprimés. Il était une nouvelle fois seul candidat, sous les couleurs du FLN. Il prête serment le 16 janvier suivant.
Sur le plan économique et social, Chadli Bendjedid lance la construction d'importantes infrastructures : routes, barrages, logements, mémorial du Martyr, etc. ; cependant, deux des six projets de zones industrielles engagés pendant l'ère Boumediène sont annulés. Il favorise les importations au détriment du développement local, ce qui conduit à l’effondrement de beaucoup de secteurs productifs. Avec l'augmentation des prix du pétrole, l'Algérie importe massivement et s'habitue à consommer ce qu'elle ne peut produire.
Mais la chute des prix du pétrole à partir de 1986 met fin à cette politique socio-économique, et les défauts du régime apparus sous les présidences de Ben Bella et de Boumédiène connaissent un recrudescence : la corruption, le népotisme, l’affairisme, le détournements de deniers publics ne sont plus réservés aux seuls cercles du pouvoir. Le « chadlisme » devient peu à peu synonyme de corruption et d'enrichissement sans cause.
De plus en plus contesté, le régime abandonne progressivement son discours socialisant pour une vision plus religieuse visant à justifier les fortunes colossales qui s'édifient. Le 9 juin 1984 est adopté le Code de la famille pour régir les relations familiales dans le pays : reprenant des éléments de la charia, le texte est notamment très critiqué par les féministes.

Chefs d'État et de gouvernement, dont Chadli Bendjedid, à la conférence Nord-Sud de Cancún, le 23 octobre 1981.

En matière diplomatique, il nomme Mohamed Seddik Benyahia au ministère des Affaires étrangères, avec comme objectif la mise en œuvre d'un dispositif pour rééquilibrer les relations extérieures de l'Algérie, notamment en matière d'armement. Les États-Unis vont ainsi être au centre de cette nouvelle politique. Chadli Bendjedid est le premier président de l'Algérie à se rendre en visite officielle aux États-Unis (du temps du président Reagan). Les relations avec ce pays s’accroissent par la suite, notamment avec le rôle joué par l'Algérie dans le dénouement de la prise d'otages américains à Téhéran (Iran). Néanmoins, après les événements d'octobre 1988, ce lien est quelque peu affaibli, les États-Unis incitant le gouvernement algérien à s’engager dans « la voie démocratique ».
Du 4 au 10 octobre 1988 ont lieu de violentes manifestations, durement réprimées. Plusieurs centaines de personnes meurent au cours de ces événements. Le 6 octobre, le président déclare l'état de siège. Le 10 octobre, il annonce son intention d'amender la Constitution de 1976. Cette première brèche est suivie, le 23 octobre, par la publication d'un projet de réformes politiques qui, en théorie, remet en cause le monopole de l'organisation et de l'expression politique organisée par le FLN.
Le 28 novembre 1988, alors qu'il en est le secrétaire général depuis 1979, Chadli Bendjedid devient président du FLN. Il occupe cette fonction jusqu'en juin 1991.

### Troisième mandat
À l’occasion de l'élection présidentielle du 22 décembre 1988, seul candidat, Chadli Bendjedid est réélu pour une troisième fois à la tête de l'État, avec 93,26 % des suffrages exprimés. Il prête serment le 27 décembre suivant.
Le 23 février 1989, il fait approuver la troisième Constitution, qui instaure le multipartisme, par un référendum. Il est ainsi mis un terme à 26 ans de monopole du FLN. De nouveaux partis sont créés ou légalisés en septembre 1989, la presse a davantage de liberté tandis que la direction militaire se retire des instances du FLN. De nombreuses associations voient le jour.
Le 25 mai 1991, le Front islamique du salut (FIS) appelle à une grève générale illimitée et multiplie les marches de protestation et occupe des places de la capitale jusqu'à la première intervention du 2 juin, des brigades anti-émeutes. Le 5 juin 1991, Chadli Bendjedid annonce la proclamation de l'état de siège pour une durée de quatre mois sur l’ensemble du territoire.

### Événements de 1992 et démission
Lors du premier tour des élections législatives, le 26 décembre 1991, le FIS remporte 188 des 430 sièges de l’Assemblée populaire nationale (APN) à l’issue du premier tour des élections législatives. La formation islamiste est alors bien placée pour remporter la majorité absolue de 216 sièges au second tour, prévu le 16 janvier, et même la majorité des deux tiers nécessaire à la modification de la Constitution.
Le 11 janvier 1992, sous pression des « Janviéristes », Chadli Bendjedid remet sa démission au président du Conseil constitutionnel, Abdelmalek Benhabylès. Le jour même, il annonce avoir dissout l’Assemblée populaire nationale (APN) sortante par un décret en date du 4 janvier, décision qui aurait été antidatée. Cette décision risque de créer un vide constitutionnel par l'exclusion de son président, Abdelaziz Belkhadem, qui, aux termes de la Constitution, est seul habilité à assurer l'intérim de la présidence. Le Haut conseil de sécurité (HCS) annule les législatives dès le lendemain.

## Après la présidence
Face à la montée des islamistes et de l'extrémisme, les généraux janviéristes, qu'il a lui-même placés, décident d'interrompre le processus électoral ayant permis au FIS de gagner aux élections législatives. Cette opération entraîne un début d'affrontements violents entre islamistes du FIS et l'armée qui mèneront le pays à la guerre civile. Ce conflit durera dix ans.
Après les événements de janvier 1992, Chadli Bendjedid est assigné à résidence. Celle-ci prend fin en 1999.
Il est le seul et unique maquisard à avoir exercé de hautes responsabilités sans discontinuer de février 1955 à janvier 1992 : chef maquisard de la base de l'est, chef de la 5e région militaire, chef de la 2e région militaire regroupant les plus importantes forces de l'ANP, coordinateur des services de sécurité, et président de la République.
Au début de l'année 2012, il est hospitalisé à Paris pour soigner un cancer. Admis dans le service de réanimation à l'hôpital militaire d'Aïn Naadja, à Alger, le 3 octobre 2012, il souffre d'un cancer du rein assez avancé, en plus d'une insuffisance rénale. Sa mort est annoncée le 6 octobre 2012, à l'âge de 83 ans. Un deuil national de huit jours est décrété.
Le tome 1 de ses mémoires est publié à titre posthume aux éditions Casbah, en 2013 : il y traite de sa vie avant de devenir président de l'Algérie.